# Soyouz 6
Soyouz 6 est un vol du programme spatial de l'Union soviétique lancé le 11 octobre 1969.
Il fait partie de la mission commune avec Soyouz 7 et Soyouz 8 : faire évoluer ensemble trois vaisseaux spatiaux emportant 
sept cosmonautes en tout, ce qui constitue à l'époque un double record.

## Équipage
Les nombres entre parenthèses indiquent le nombre de vols spatiaux effectués par chaque individu jusqu'à cette mission incluse.
- Georgi Shonin (1) ; doublure :    Vladimir Chatalov (1)
- Valeri Kubasov (1) ; doublure :   Aleksei Yeliseyev (1)

Initialement, Chatalov et Yeliseyev servaient de doublures sur les trois vols : Soyouz 6, 7 et 8.
Mais ils voleront finalement sur Soyouz 8, le commandant de ce vaisseau (Nikolaïev) ayant dû déclarer forfait au mois de mai.

## Contexte

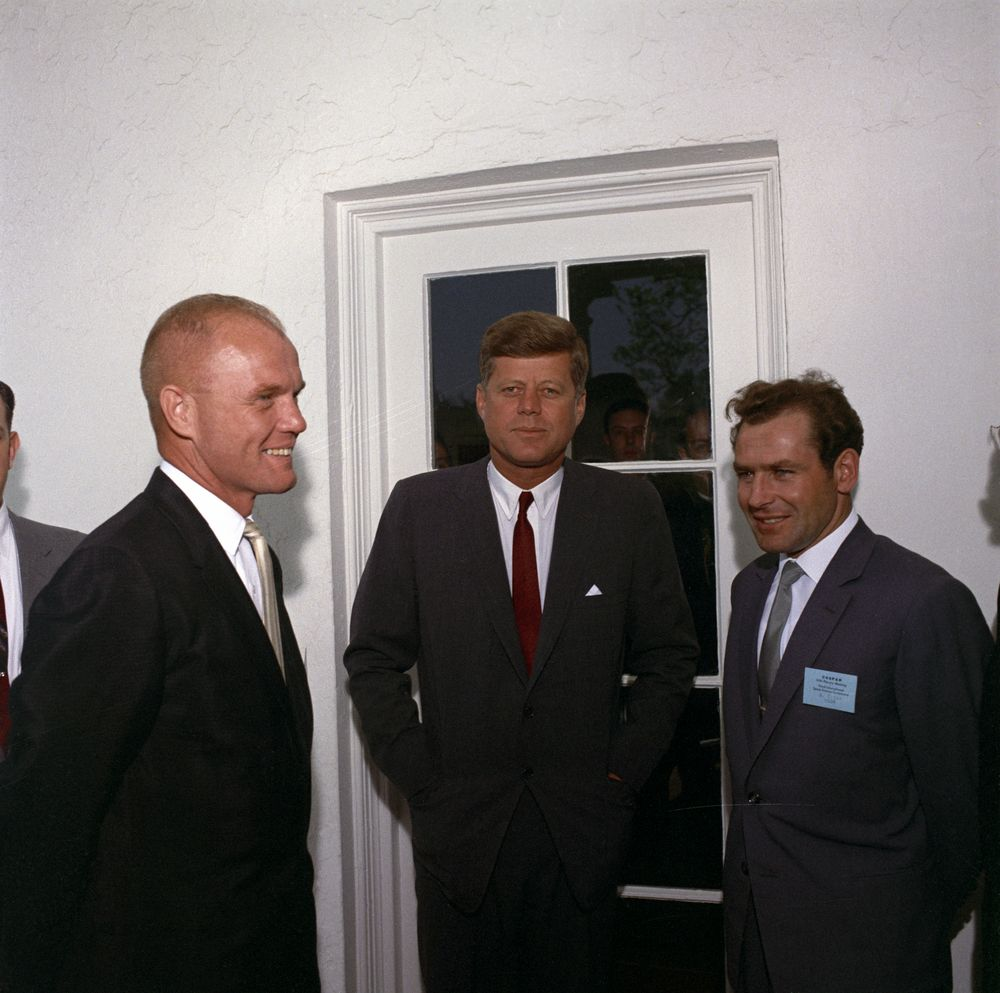
Même une fois que les Américains ont foulé le sol de la Lune, la course à l'espace entre Soviétiques et Américains perdure. Le fait que le vol Soyouz 6 soit plusieurs fois déprogrammé en 1969 en est le signe.
Photo : le cosmonaute Titov et l'astronaute Glenn, le 3 mai 1962, dialoguant avec le président Kennedy.

Les vols Soyouz 6, 7 et 8 se déroulent moins de trois mois après que les Américains ont déposé deux hommes sur la Lune (Apollo 11) et un mois avant qu'ils ne tentent d'en déposer deux autres (Apollo 12). À l'époque, les Soviétiques restent extrêmement secrets sur leur programme spatial, il taisent en particulier le fait qu'ils ont tout fait pour devancer leurs concurrents sur la Lune. S'ils vivent les événements comme un échec retentissant, le monde occidental ne le sait pas ou du moins le sous-estime. Ils tiennent alors à sauver l'honneur en réalisant une "première", comme ils en ont l'habitude depuis des années. En l'occurrence : envoyer sept hommes simultanément dans l'espace à bord de trois vaisseaux et faire en sorte qu'ils s'y retrouvent ; le précédent record étant de quatre hommes sur deux vaisseaux (Gemini 6 et 7, décembre 1965, puis Soyouz 4 et 5, janvier 1969).
Ce plan diffère sensiblement de celui qui était prévu en janvier, juste après les vols Soyouz 4 et 5. Les missions suivantes étaient ainsi programmées :
- Soyouz 6 effectuerait un vol en solitaire d'une semaine en avril-mai ;
- Soyouz 7 et 8 s'amarreraient ensemble vers août ou septembre.

Mais le 25 avril, alors que les Américains ont essayé avec succès leur module lunaire autour de la Terre (vol Apollo 9) et qu'ils s'apprêtent à rééditer le test en orbite lunaire (vol Apollo 10) ; et alors qu'eux-mêmes sont absorbés par le projet d'envoyer des hommes vers la Lune à bord d'un vaisseau Zond, les Soviétiques modifient le programme des lancements Soyouz : ils prévoient que trois vaisseaux volent de concert en août, deux d'entre eux s'amarrant, le troisième les filmant. 
En juillet, quand Neil Armstrong pose le pied sur la Lune, le projet est toutefois réexaminé : après un tel exploit, le valider ne risque t-il pas de mettre en lumière le retard soviétique dans le domaine spatial ?... Le 18 septembre, les hésitations cessent : plutôt un vol groupé que rien. Quand le politicien et ingénieur Leonid Smirnov recommande de réaliser ce projet dès le mois suivant, son avis est suivi.
Il faudra attendre la libéralisation du régime soviétique, dans les années 1980, pour que le grand public ait connaissance de tous ces faits.
Entre-temps, Koubassov aura contribué à cette ouverture en participant à la toute première mission conjointe avec les Américains : le vol Apollo-Soyouz, en 1975.

## Déroulement
Pour la première fois, le Soyouz ne dispose d'aucun dispositif d'amarrage. À la place a été installé un appareil baptisé Vulcain, conçu par l'Institut de soudure électrique Paton, de Kiev. Il s'agit d'un canon à électrons d'un poids de 50 kg, prévu pour opérer la soudure d'échantillons de titane, d'alliage d'aluminium et d'acier inoxydable. Koubassov en aura la responsabilité.
Soyouz 6 est lancé le 11 octobre, il sera suivi par Soyouz 7 le lendemain et Soyouz 8 le surlendemain. Les trois vaisseaux évolueront simultanément pendant deux jours, les 14 et 15 octobre. La mission de Chonine est de rapprocher son vaisseau des deux autres, celle de Koubassov de filmer leur amarrage. Mais les choses ne se passent pas comme prévu, la jonction ne pouvant avoir lieu. Soyouz 6 se rapproche à deux reprises de Soyouz 7 et Soyouz 8 quatre fois. Deux fois les rendez-vous sont simultanés, le vol groupé à trois durant 4h24m.

## Paramètres de la mission
- Périgée : 212 km
- Apogée : 218 km
- Inclinaison : 51.6°
- Période : 88.8 minutes